# 매카일라 스미스
매카일라 스미스(Makyla Smith, 1982년 1월 1일 ~ )는 캐나다의 배우, 영화배우이다.

## 영화
- 노숙자에서 하바드로: 리즈 머레이 이야기 (2003년)
- 오닝 마호니 (2003년)
- 매튜 셰퍼드 스토리 (2002년)
- 레드 스니커즈 (2002년)
- 퀴어 애즈 포크 (2000년) - 대픈 역